# Barbra Streisand’s Greatest Hits
Barbra Streisand’s Greatest Hits – kompilacyjny album amerykańskiej piosenkarki Barbry Streisand, wydany w 1970 roku. Płyta dotarła do miejsca 32. na liście sprzedaży w USA i otrzymała status podwójnej platyny w tym kraju.

## Lista utworów
Strona A
| 1. | „People”                  | 3:39  |
|    |                           |       |
| 2. | „Second Hand Rose”        | 2:08  |
|    |                           |       |
| 3. | „Why Did I Choose You”    | 2:49  |
|    |                           |       |
| 4. | „He Touched Me”           | 3:08  |
|    |                           |       |
| 5. | „Free Again”              | 3:40  |
|    |                           |       |
| 6. | „Don’t Rain on My Parade” | 2:44  |
|    |                           |       |
|    |                           | 18:08 |
|    |                           |       |
Strona B
| 1. | „My Coloring Book”                 | 4:09  |
|    |                                    |       |
| 2. | „Sam, You Made the Pants Too Long” | 2:04  |
|    |                                    |       |
| 3. | „My Man”                           | 2:55  |
|    |                                    |       |
| 4. | „Gotta Move”                       | 1:58  |
|    |                                    |       |
| 5. | „Happy Days Are Here Again”[2]     | 3:07  |
|    |                                    |       |
|    |                                    | 14:13 |
|    |                                    |       |

## Notowania
| Kraj                              | Pozycja |
| --------------------------------- | ------- |
| Kanada                            | 17      |
| Stany Zjednoczone (Billboard 200) | 32      |
| Wielka Brytania (UK Albums Chart) | 44      |

## Certyfikaty
| Kraj                     | Certyfikat          |
| ------------------------ | ------------------- |
| Holandia (NVPI)          | złota płyta         |
| Stany Zjednoczone (RIAA) | 2 × platynowa płyta |